# Садове (Болградський район)
Садо́ве (у минулому: Село № 9, Альт-Ельфт, Шампанауз) — село Теплицької сільської громади у Болградському районі Одеської області, Україна. Засноване свого часу німецькими колоністами.

## Історія
14 листопада 1945 село Старий Фершампенуаз перейменовано на Садове, Старофершампенуазька сільська рада на Садова.
12 червня 2020 року, відповідно до Розпорядження Кабінету Міністрів України від № 724-р «Про визначення адміністративних центрів та затвердження територій територіальних громад Одеської області», увійшло до складу Теплицької сільської територіальної громади.
19 липня 2020 року, в результаті адміністративно-територіальної реформи і ліквідації Арцизького району, село увійшло до складу новоутвореного Болградського району.

## Населення
Згідно з переписом 1989 року населення села становило 1047 осіб, з яких 489 чоловіків та 558 жінок.
За переписом населення 2001 року в селі мешкало 997 осіб.

### Мова
Розподіл населення за рідною мовою за даними перепису 2001 року:
| Мова       | Відсоток |
| ---------- | -------- |
| російська  | 47,25 %  |
| болгарська | 18,82 %  |
| українська | 18,14 %  |
| гагаузька  | 10,39 %  |
| молдовська | 5,39 %   |

## Відомі люди
- Даніель Хаазе[de] — священник.